# Garden Grove, Iowa
Garden Grove är en ort (city) i Decatur County i delstaten Iowa i USA. Orten hade 174 invånare, på en yta av 1,75 km² (2020).